# 今天是你的生日
《今天是你的生日》，韩静霆作词，谷建芬作曲，创作于1989年1月。标题中的“你”指的是歌曲中的“我的中国”，“今天”则是指10月1日。但该曲的创作之初并不是用于国庆纪念活动，而是用作一场在首都体育馆举行的纪念北京和平解放40周年的大型纪念晚会的主题曲。曲作者谷建芬是该曲的原唱 ，韦唯、董文华等也都曾演唱过该曲。

## 创作
1989年1月，本曲词作者韩静霆做一场在首都体育馆准备上演的纪念北京解放的大型纪念晚会的策划、撰稿和创作（工作中包括创作晚会主题歌）。作者考虑到北京解放离共和国的成立时间很短，故将歌曲主题定为了纪念中华人民共和国成立。
韩静霆在20世纪80年代末曾频繁与信鸽协会接触，而此曲的创作灵感源于一次从公主坟乘公交途经军事博物馆时所看到的宣传画，内容为和平鸽口衔橄榄叶飞翔在麦浪上空，由此韩静霆在本曲的歌词中多处运用了“鸽子”意象。
此曲在谷建芬首唱时，首句为“十月是你的生日”（因最初用于北平和平解放40周年纪念晚会），后来才改为“今天是你的生日”。

## 专辑收录
| 专辑名                           | 歌手   | 唱片公司          | 发行日期   |
| -------------------------------- | ------ | ----------------- | ---------- |
| 《金曲20年》                     | 董文华 | 中唱              | 2003-12-01 |
| 《董文华-名曲精选》              | 董文华 | 上海声像          |            |
| 《再唱为了谁》                   | 祖海   | 龙乐文化          | 2009-03-10 |
| 《殷秀梅》                       | 殷秀梅 |                   |            |
| 《影视经典精装版》               | 黑鸭子 | 火烈鸟唱片        | 2010-08-28 |
| 《新音乐长征路》                 | 珊瑚   |                   |            |
| 《20世纪中华歌坛名人百集珍藏版》 | 韦唯   | 中唱              | 1998-03-28 |
| 《祝福》                         | 白雪   | 广州艺扬          | 2009-09-26 |
| 《百年》                         | 周深   | 智慧大狗×悦晟雷音 | 2021-10-01 |

## 脚注
1. 1 2 3 4  . 南方报业网. 2009-10-03  [2011-09-14]. （原始内容存档于2010-12-24） （中文（简体））.
2. ↑  . 千龙网. 2021-10-01  [2021-10-20]. （原始内容存档于2021-10-21）.
3. ↑  . Zhou Shen - Topic. 2021-10-18  [2021-10-20]. （原始内容存档于2021-10-20）.